# 대·중소기업·농어업협력재단
대·중소기업·농어업협력재단(大·中小企業·農漁業協力財團)은 대·중소기업간 기술, 인력, 판로 등 협력사업을 추진하고 우수 협력모델의 발굴을 통해 동반성장 문화를 확산하여 공정거래관계 조성을 지원하기 위하여 설립된 재단법인이다. 서울특별시 중구 퇴계로 173 남산스퀘어빌딩 7층에 위치하고 있다.

## 설립 근거
- 대·중소기업 상생협력 촉진에 관한 법률 제20조 1항[4]

## 연혁
- 2004년 12월 대·중소기업협력재단 설립 및 출범
- 2006년 3월 대·중소기업 상생협력 촉진에 관한 법률 제정
- 2007년 5월 중소기업간 협업사업 전담기관 지정
- 2007년 8월 기술자료 임치제도 전담기관 지정
- 2008년 5월 공공기관의 중소기업 지원실적 및 계획 평가관리 전담기관 지정
- 2008년 8월 초대 안병화 사무총장 취임
- 2009년 1월 구매조건부 신제품개발사업 총괄 관리기관 지정
- 2009년 12월 제2대 정준양 이사장(포스코 회장) 취임
- 2010년 12월 동반성장위원회 출범
- 2011년 3월 제3대 정운찬 이사장 취임 및 정영태 사무총장(동반성장위원회 사무총장 겸임) 취임
- 2012년 4월 동반성장위원회 제2대 유장희 위원장 취임
- 2012년 6월 대·중소기업협력재단 제4대 유장희 이사장 취임
- 2013년 6월 대·중소기업협력재단 김종국 사무총장(동반성장위원회 사무총장 겸임) 취임
- 2014년 8월 제5대 안충영 이사장(동반성장위원회 위원장 겸임) 취임
- 2014년 12월 기술보호 전담기관 지정
- 2015년 1월 기술보호센터 개소식
- 2015년 12월 김형호 사무총장 취임
- 2017년 1월 대·중소기업·농어업협력재단으로 명칭 변경
- 2024년 10월 상생협력재단 별칭 지정

## 주요 업무
- 대·중소기업 간 협력사업의 개발 및 운영 지원
- 기술협력 촉진사업의 관리·운영 및 평가 지원
- 수탁기업협의회의 구성 및 운영 지원
- 수탁·위탁거래의 공정화 지원
- 위탁기업과 수탁기업 간 분쟁의 자율적 조정 지원
- 농어촌상생협력기금의 관리·운용
- 그 밖에 산업통상자원부장관 또는 중소기업청장이 지정·위탁하는 사업

## 조직

### 사무총장
- 감사실
- 정책협력TF

#### 기획조정본부
- 기획운영부
- 경영지원부
- 상생기금부

#### 상생협력본부
- 상생정책지원부
- 협력성과확산부
- 판로지원부
- 혁신성장지원부

#### 상생거래본부
- 상생조정지원부
- 납품대금연동확산지원 TF
- 기술보호지원부
- 기술임치운영부
- 상생결제운영부

#### 농어촌상생기금운영본부
- 농어촌기금운영부
- 농어촌기금관리부

### 동반위 운영처
- 위원회운영부
- 홍보팀
- 동반성장평가부
- 동반성장전략팀

#### 적합업종지원실
- 적합업종부
- 상생협력지원부

## 소속기관
- 동반성장위원회

## 같이 보기
- 동반성장위원회
- 전국경제인연합회
- 중소기업중앙회
- 공정거래위원회
- 초과이익공유제
- 대한상공회의소
- 한국무역협회
- 대한무역투자진흥공사(KOTRA)
- 한국경영자총협회
- 산업통상자원부
- 중소기업청
- 공정거래위원회